# Celebridades (filme)
Celebrity (br/pt: Celebridades) é um filme estadunidense de 1998, do gênero comédia dramática, dirigido por Woody Allen.
O filme foi filmado em preto e branco em Nova York pelo cineasta Sven Nykvist. Celebrity foi o último de quatro filmes rodados por Nykvist para Allen. Também marca o fim da longa colaboração de Allen com a editora Susan E. Morse, que editou os vinte filmes anteriores de Allen, começando por Manhattan (1979).
O filme estreou no Festival de Cinema de Veneza e foi exibido no Festival de Cinema de Nova Iorque antes de ser lançado nos Estados Unidos em 20 de novembro de 1998. Ele estreou em 493 telas, arrecadando US$1,588,013 e classificando #10 em seu fim de semana de estréia. Ele acabou ganhando US$5,078,660 nos EUA. O filme recebeu críticas mornas dos críticos e foi uma decepção comercial.

## Sinopse
Quando um repórter começa a andar com celebridades, ele fica entusiasmado com a nova situação, mas não esperava entrar em rota de colisão com quatro pessoas muito estranhas: uma sensual atriz em ascensão, um astro do cinema fora do controle, uma aspirante a atriz e uma modelo sexy.

## Elenco principal
- Kenneth Branagh como Lee Simon
- Judy Davis como Robin Simon
- Winona Ryder como Nola
- Leonardo DiCaprio como Brandon Darrow
- Melanie Griffith como Nicole Oliver
- Famke Janssen como Bonnie
- Joe Mantegna como Tony Gardella
- Charlize Theron como supermodelo
- Gretchen Mol como Vicky
- Michael Lerner como Dr. Lupus
- Isaac Mizrahi como Bruce Bishop
- Bebe Neuwirth como Nina
- Hank Azaria como David
- Douglas McGrath como Bill Gaines
- J. K. Simmons como Souvenir Hawker
- Dylan Baker como sacerdote do retiro católico
- Debra Messing como repórter de televisão
- Allison Janney como Evelyn Isaacs
- Kate Burton como Cheryl
- Gerry Becker como Jay Tepper
- Tony Sirico como Lou DeMarco
- Celia Weston como Dee Bartholomew
- Aida Turturro como Olga
- Lorri Bagley como Gina
- David Margulies como Conselheiro Adelman
- Jeffrey Wright como Greg
- Tony Darrow como homem em movimento
- Adrian Grenier, Sam Rockwell, e John Doumanian como comitiva de Darrow
- Greg Mottola como Diretor
- Michael Moon como ele mesmo/El Flamingo Band
- Donald Trump como ele mesmo
- Ian Somerhalder como não confirmado
- Karen Duffy como repórter de televisão
- Frank Licari como cinegrafista
- Andre Gregory como John Papadakis

## Prêmios e indicações
Golden Slate (Csapnivaló Awards, Hungria)
- Indicado na categoria de "Melhor Filme de Arte" e "Melhor Fotografia".